# ウールワース・ビルディング
ウールワースビル（Woolworth Building）は、ニューヨーク市マンハッタン区シヴィック・センターに建つ超高層ビルである。

## 概要
ウールワースビルは、57階建て高さ241.4mであり、1913年から1930年までの間、世界で一番高いビルだった。
1966年にはアメリカ国定歴史建造物に、1983年にはニューヨーク市歴史建造物に指定されている。

## 建築

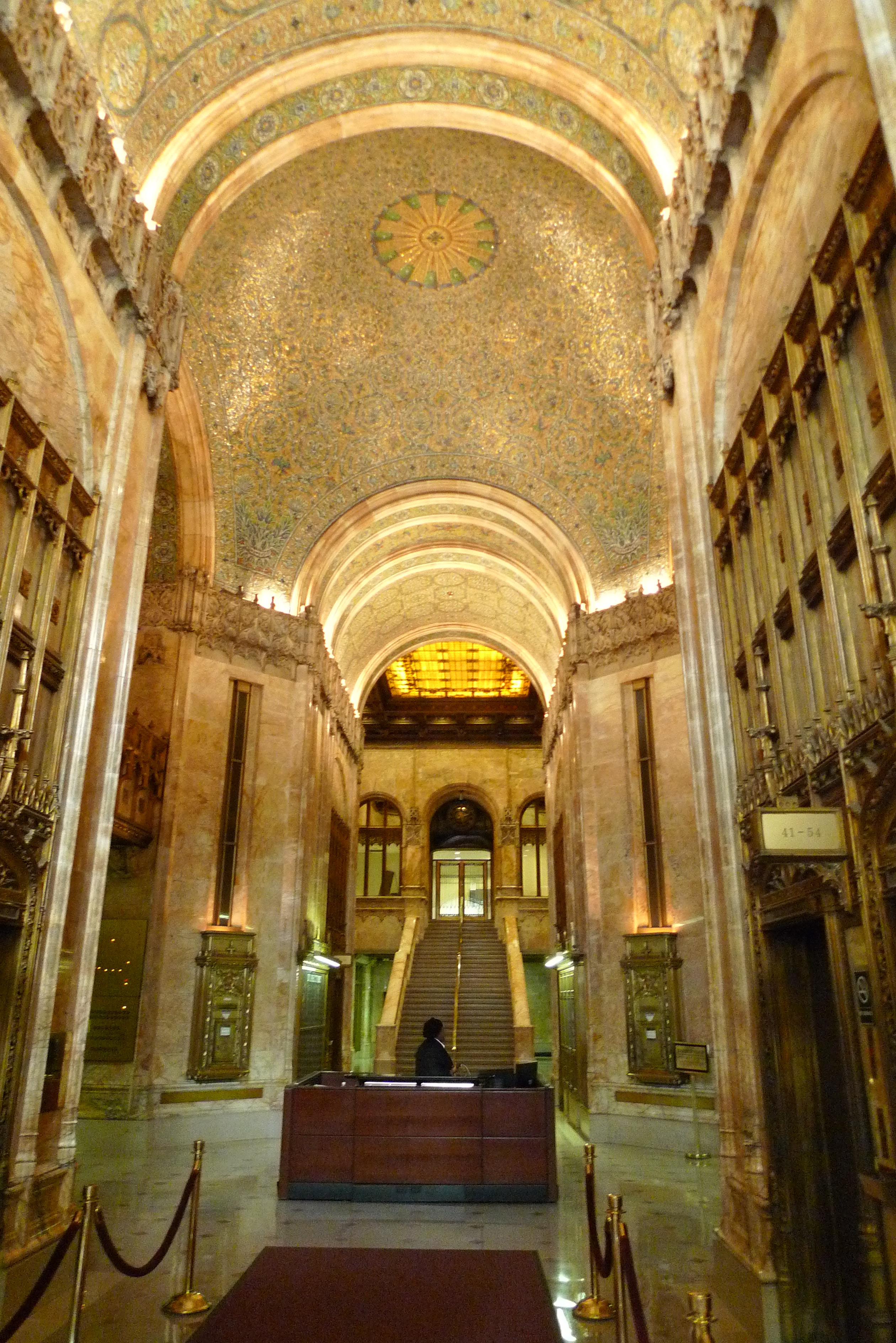
豪華な内装のメインロビー

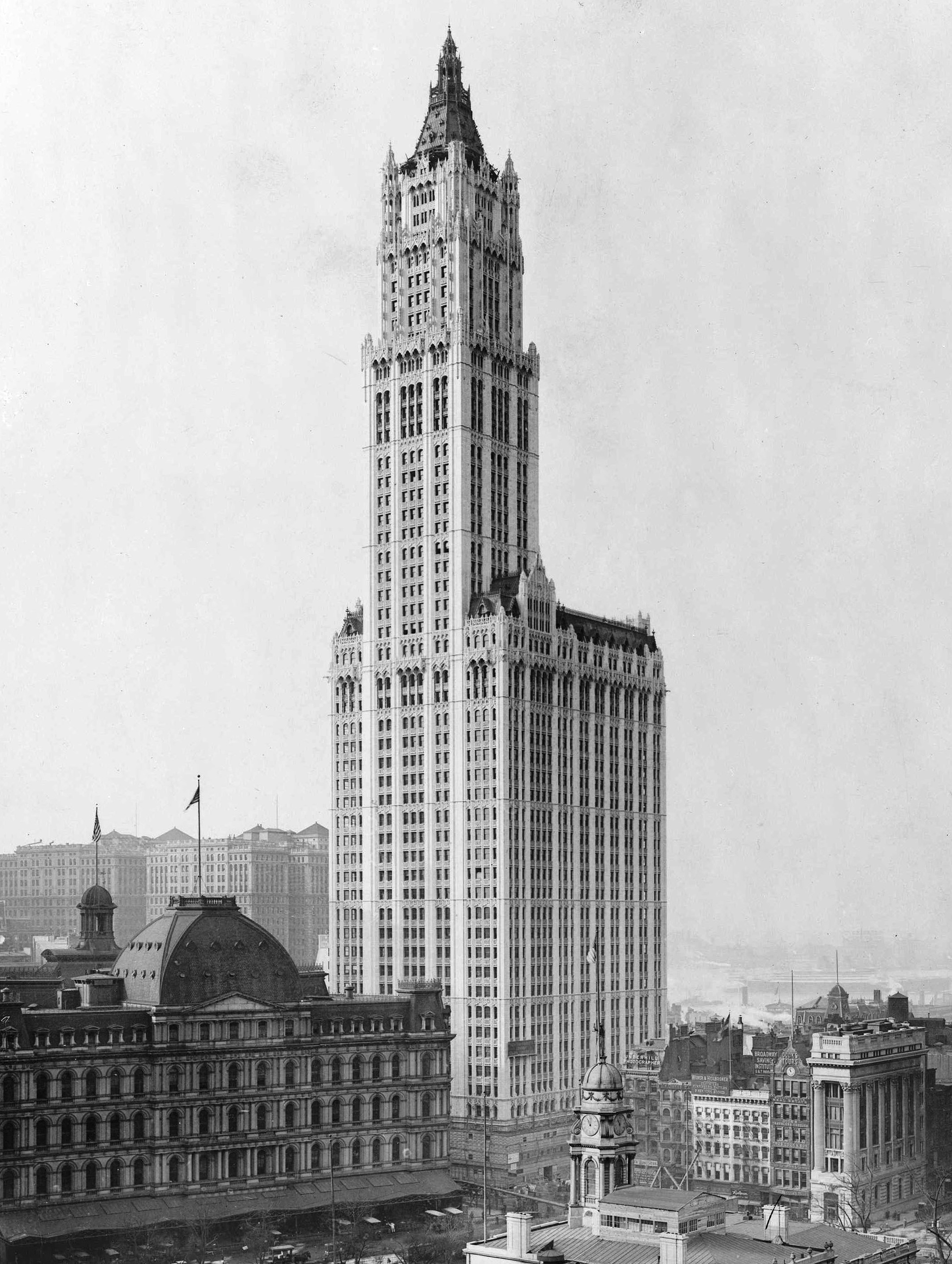
1913年撮影

1910年、実業家フランク・ウールワースは、建築家キャス・ギルバートに、F.W.ウールワース社の新たな本社ビルの設計を依頼した。場所は、ロウアー・マンハッタンのブロードウェイ沿い、パーク・プレイス (Park Place) とバークレー通り (Barclay Street) の間、ニューヨーク市役所の向かいである。様式は、ネオ・ゴシック様式。1913年4月24日、ウールワースビルは開業の日を迎えた。もともとは、地区計画法に基づき、高さ190メートルとする計画であったが、240メートルに変更された。建設費である1350万ドルは、ウールワースが現金で支払った。
ヨーロッパのゴシック教会を思わせる壮麗さから、オープニング・セレモニーにおいて、S. Parkes Cadman牧師から、「商業の大聖堂」と称された。1930年、40ウォール・ストリート・ビルとクライスラービルに、その座を譲るまで、世界一高い建物であり続け、58階の展望室は、1945年まで観覧客を集め続けた。
ブロードウェイに面した高層部は、採光のために設けられた中庭を持つ低層部の上に聳え立っている。外装は、ライムストーン色に着色された、つや出しテラコッタパネルで覆われている。力強く節立てられたピアは、コーニスを邪魔することなく三角形の頭頂部まで到達し、上方への高い指向性を演出している。著しく目を引く最上部に集められたゴシック様式の装飾は、190メートル下の路上レベルからも読み取れるよう、十分に大きなスケールとなっている。
飾り立てられたロビーは、十字形のプランとなっており、天井はヴォールト形でモザイク張り、中にはギルバートやウールワースらの風刺画も描かれた。ウールワースのプライベート・オフィスは、フランス帝政様式の大理石装飾で覆われている。
構造設計者、ガンヴァルド・オースは、支持層に達する巨大なケーソンによって、この建物の鋼構造を支える設計とした。高速のエレベーターが導入されたことで、高層部のオフィスにも動線上の不便を与えることはなく、高い不動産価値を維持することができた。テナントには、アーヴィング・トラスト銀行、コロムビア・レコードが入っており、録音スタジオも当ビル内に備えている。

## 近年
F・W・ウールワース社による所有は85年間及んだが、1998年、ウールワース社の後継企業であるヴェネーター・グループは、当ビルをウィットコフ・グループに1億5500万ドルで売却した。
世界貿易センタービルは、数ブロックを隔てた近傍に位置したが、2001年9月11日のアメリカ同時多発テロ事件の後、数週間の間、電気・電話が使用できなかったものの、重大な被害を受けることはなかった。事件後、警備体制が増強されたことにより、以前は観光スポットであったロビーへの立ち入りは禁止された。
当ビルは、長きに渡って高等教育機関と関係が深く、20世紀前半にはフォーダム大学が多数の学部を入居させている。今日に至っても、多くのテナントの中に、コントロール・グループ社や、ニューヨーク大学 School of Continuing and Professional Studies' Center for Global Affairs などが含まれている。